# Врх Дринов
62° 57′ 08″ S 62° 29′ 20″ W / 62.95222° Ј; 62.48889° З
Врх Дринов (буг. Дринов връх) представља врх 1630 метара у Имеон ланцу на острву Смит, Јужна шетландска острва. Налази се на 3,6 километара североисточно од врха Антим, 1,9 километра северно од врха Слатина, 2,91 километра источно-југоисточно од врха Јиречек и 1,85 километра југозападно од планине Пизга. Поглед се простире на ледник Овеч на југоистоку, ледник Ветрино на северу, ледник Јабланица на северозападу и ледник Чупрен на југозападу.
Године 2009. врх је добио назив по бугарском научнику, историчару и филологу Марину Дринову (1838—1906), председнику оснивача Бугарске академије наука.